# ゲキヤバランナー
『ゲキヤバランナー』（原題：2 Fast 4 Gnomz）は、ポーランドのゲームソフト開発スタジオQubicGamesが開発したアクションゲーム。Wii（Wiiウェア）とニンテンドー3DS向けに発売された。
本稿では、続編の『ゲキヤバランナーハバネロ』（または『ゲキヤバランナー アニバーサリー エディション』、原題：Geki Yaba Runner）についても記述する。

## 概要
小柄な老人の姿をした妖精・ノームの主人公が、世界中に散らばる靴下と行方不明の姫の捜索を国王より依頼され冒険を繰り広げる物語。ゲーム内ではサイドビューで描かれた各ステージを主人公が自動で走り続け、ジャンプや滑空、特殊能力を駆使してゴールを目指す。
日本版タイトルの『ゲキヤバランナー』は日本の発売元であるフライハイワークスが名付けたものだが、前述のように、続編『ゲキヤバランナーハバネロ』では本作の日本語名をそのまま英語表記にした『Geki Yaba Runner』が原題となり、タイトルロゴには「ゲキヤバランナー」の片仮名文字が付記されている。

## システム
主人公はステージ開始時から右方向に向けて自動で走り続け、ゴールするまで止まることはできない。ステージ内の障害物に当たるか落とし穴に落ちるとミスとなり、スタート地点やステージ途中のチェックポイントからゲームが再開する。
ステージ内には多くの靴下が配置されている。これらは取得しなくてもクリアできるが、後述のように取得状況がステージクリア後の評価に影響する。
主人公が行うアクションは以下の5つ。このうちジャンプとグライダー以外はゲームの進行度合いに応じて使用可能となる。
- ジャンプ - ジャンプして障害物や落とし穴を飛び越えることができる。
- グライダー - 空中を滑空し、ゆっくり落下する。上昇気流が発生している場所でこの技を用いると浮上する。
- バッファロー - 体をかがめて走り、体当たりによる一部障害物の破壊や竜巻の発生場所の突破を行う。低いジャンプや空中からの素早い着地を行う際もこの技を用いる。
- スーパーダッシュ - 高速で走ることができる。
- まきもどし - 一部ステージに設置されている時計の前でこの技を使うと、ステージの特定の場所まで戻る。この時、道中で起動させた仕掛けの状態は維持される。

ステージクリア後には、ステージ内で収集した靴下の数、ステージクリアまでの時間、ミスの回数の3項目が評価され、それぞれ最大3つの星印を得ることができる。この星を一定数以上集めると、通常ステージを全てクリアした後に解禁される高難度のステージがプレイできるようになる。

## ゲキヤバランナーハバネロ
『ゲキヤバランナーハバネロ』または『ゲキヤバランナー アニバーサリー エディション』は、iOS、Android、ニンテンドー3DS、PlayStation Vita、Nintendo Switch向けに配信が行われた。タイトルは前者がニンテンドー3DS版で後者がNintendo Switch版。原題は、iOS、Android、PlayStation Vita版が『Geki Yaba Runner』、ニンテンドー3DS版が『Geki Yaba Runner Deluxe』、Nintendo Switch版が『Geki Yaba Runner Anniversary Edition』。
なお、Nintendo Switch版のタイトルにある「アニバーサリー」（Anniversary、記念日）は、開発元であるQubicGamesが2019年で創設15周年を迎えたことを意味しており、日本国外での発売当時は、QubicGamesが発売元となる他のNintendo Switch用ソフトを購入済みの場合に本作を無料ダウンロードできるというキャンペーンを行っていた。

### 前作との違い
主人公が行うアクションは前作とほぼ同じ。その他の点で以下のような違いがある。
- 各ステージの全長が短くなった一方でステージ数が大幅に増加した。
- ステージ内の靴下の取得数は、前作ではステージクリアに影響しなかったが、今作では取得数にノルマが設定され、ノルマ未満の状態でゴールしてもクリア扱いにならない。
- 一部ステージではクリアまでの制限時間があり、時間切れでミスとなる。
- ステージクリア後の評価は、前作では「靴下の取得数」「クリアタイム」「ミスの回数」の3項目が対象だったが、今作ではステージごとに異なる条件が1つ設定され、達成するとステージ選択画面でトロフィーが表示される。
- クリアしていないステージを全体で1回だけスキップすることができる。スキップしたステージをクリアすると回数が回復する。
- 今作で新たに登場した宮殿のステージは横方向だけではなく縦方向にも広がっており、ステージ内に多数設置されているワープ地点を利用しながら進むことになる。